# Williamsburg (Colorado)
Pour les articles homonymes, voir Williamsburg.
Williamsburg est une ville américaine située dans le comté de Fremont dans le Colorado.

## Démographie
| 1900 | 1910 | 1920 | 1930 | 1940 | 1950 |
| ---- | ---- | ---- | ---- | ---- | ---- |
| 337  | 556  | 402  | 155  | 97   | 65   |

| 1960 | 1970 | 1980 | 1990 | 2000 | 2010 |
| ---- | ---- | ---- | ---- | ---- | ---- |
| 57   | 75   | 72   | 253  | 714  | 662  |

Selon le recensement de 2010, Williamsburg compte 662 habitants. La municipalité s'étend sur 3,57 milles carrés (9,25 km2).